# نیکلا تاون
نیکلا تاون (به لاتین: Nichola Town) یک شهرک در سنت کیتس و نویس است که در Christ Church Nichola Town Parish در جزیره سنت کیتس واقع شده‌است.